# متر في الثانية
متر في الثانية هي وحدة مستمدة من تدرج السرعة وعامل الكمية والتي تحدد كلا من المقدار والإتجاه المحدد وتعرف بأنها المسافة بالمتر على الزمن بالثانية.
الرمز المعرف لها حسب الوحدات القياس الدولية هو م\ث أو m·s−1 وقد لايستخدم عند بعض المقادير الأسية كقياسات علم الفلك التي تفضل كم\ث. ما عدا أنه يقيس سرعة الضوء بالثانية حيث يعادل: 299,792,458 متر خلال ثانية واحدة. وتعدّ م\ث مقياس لمعدل المشي للشخص.

## التحويلات
1 متر لكل ثانية يعادل :
```
= 
 
3.6
 
كم·س
−1
 بالضبط.
```

≈ 3.2808  قدم لكل ثانية. تقريبي.
≈ 2.2369  ميل لكل ساعة تقريبي.
1  قدم لكل ثانية = 0.3048 م.س−1 بالضبط.
1  ميل لكل ساعة  ≈ 0.4471 م.س−1 تقريبي.
1 كم·س-1 ≈ 0.2778 م·ث−1 تقريبي.
1 كيلومتر بالثانية يعادل:
≈ 0.6213 ميل لكل ثانية تقريبي.
≈ 2,237 ميل لكل ساعة تقريبي.